# Боинг F1B
Боинг F1B, Боинг PW-9 или Боингов модел 15 (енгл. Boeing F1B) је амерички морнарички ловац који је производила фирма Боинг (енгл. Boeing). Први лет авиона је извршен 1923. године. 

Највећа брзина авиона при хоризонталном лету је износила 250 km/h.
Распон крила авиона је био 9,75 метара, а дужина трупа 7,24 метара. Празан авион је имао масу од 1115 килограма. Нормална полетна маса износила је око 1474 килограма.

## Наоружање
| Наоружање авиона: Боинг        |             |
| Ватрено (стрељачко) наоружање  |             |
| Топ                            |             |
| Митраљез                       |             |
| Број и ознака митраљеза        | 1 + 1       |
| Калибар                        | 7,62 и 12,7 |
| Бомбардерско наоружање (бомбе) |             |
| Ракетно наоружање (ракете)     |             |